# Syndicat national de l'enseignement supérieur (Maroc)
 (février 2024).
Si vous disposez d'ouvrages ou d'articles de référence ou si vous connaissez des sites web de qualité traitant du thème abordé ici, merci de compléter l'article en donnant les références utiles à sa vérifiabilité et en les liant à la section « Notes et références ».
Le Syndicat national de l'enseignement supérieur (SNESup) est une instance habilitée à militer pour la défense des droits et des intérêts des enseignants-chercheurs et la promotion de l’enseignement supérieur au Maroc.

## Histoire
Le SNESup a été créé le 17 juillet 1957 lors de son premier congrès à Rabat par une poignée de jeunes nationalistes fraîchement recrutés par le Maroc indépendant. Ils élisent Abdel Malek Guessous, professeur de physique théorique, à la tête du SNESup.
Depuis sa création jusqu'au congrès d'avril 1979, le SNESup reste affilié à la centrale syndicale UMT. C'est l'époque où toutes les organisations de masses étaient issues du mouvement national.
Au congrès d'avril 1979 à Fès, le SNESup prend la décision de devenir un syndicat indépendant pour garantir son unité et l'adhésion de tous les enseignants-chercheurs. Le SNESup est resté indépendant depuis cette date.
Depuis sa création, le SNESup n'a cessé de lutter pour la réforme de l'enseignement supérieur et pour l'amélioration des conditions de travail, ainsi que de la situation morale et matérielle des enseignants chercheurs.

## Représentativité
Le SNESup est membre de l'Internationale de l'éducation (IE) et de la Fédération mondiale des travailleurs scientifiques (FMTS). Il participe aux différentes activités de ces organisations internationales, notamment à la promotion de la lutte contre l'analphabétisme, contre la marchandisation du savoir et pour la paix dans le monde.